# بوستان ساحلی ریشهر
 بوستان ساحلی ریشهر نام بوستانی در ساحل شهر بوشهر مرکز استان بوشهر است.